# Екатерининская улица (Павловск)
Екатери́нинская улица — улица в городе Павловске (Пушкинский район Санкт-Петербурга). Проходит от Елизаветинской улицы до улицы Правды. Далее продолжается улицей Правды.
Получило своё название 23 июля 1840 года в честь великой княжны Екатерины Михайловны, дочери Михаила Павловича, владевшего Павловском в 1828—1849 годах. Тогда же получили названия Елизаветинская и Мариинская улицы — тоже в честь дочерей Михаила Павловича.
В состав Екатерининской улицы входил участок от Елизаветинской улицы до Надгорной, пока в 1855 году его не выделили как Крепостную улицу — по крепости Бип (примерно в 1934 году её переименовали в улицу Свободы с целью выражения революционного духа времени, а в 1950-х годах упразднили, а теперь она является частью парка «Мариенталь» и не имеет очертаний на местности).
Примерно в 1918 году Екатерининскую улицу переименовали в улицу Кру́пской — в честь жены Ленина Н. К. Крупской.
11 июня 2003 года было возвращено историческое название — Екатерининская улица.

## Достопримечательности
- Парк «Мариенталь» с крепостью Бип
- Дом Михайлова («дача Лансере») (дом № 5 по Екатерининской улице)[4]